# Вейнрайт (Аляска)
Вейнрайт (англ. Wainwright) також Улгунік або Куук (інуїт. Ulguniq, Kuuk)— місто (англ. city) в США, в окрузі Норт-Слоуп штату Аляска. Населення — 628 осіб (2020).

## Географія
Вейнрайт розташований за координатами 70°38′51″ пн. ш. 160°0′6″ зх. д. / 70.64750° пн. ш. 160.00167° зх. д. (70.647391, -160.001533).  За даними Бюро перепису населення США в 2010 році місто мало площу 111,45 км², з яких 46,46 км² — суходіл та 64,98 км² — водойми. В 2017 році площа становила 72,61 км², з яких 26,71 км² — суходіл та 45,90 км² — водойми.

### Клімат
Місто знаходиться у зоні, котра характеризується кліматом полярних пустель. Найтепліший місяць — липень із середньою температурою 6.1 °C (43 °F). Найхолодніший місяць — лютий, із середньою температурою -27.8 °С (-18 °F).
| Клімат Вейнрайта        | Клімат Вейнрайта | Клімат Вейнрайта | Клімат Вейнрайта | Клімат Вейнрайта | Клімат Вейнрайта | Клімат Вейнрайта | Клімат Вейнрайта | Клімат Вейнрайта | Клімат Вейнрайта | Клімат Вейнрайта | Клімат Вейнрайта | Клімат Вейнрайта | Клімат Вейнрайта |
| Показник                | Січ.             | Лют.             | Бер.             | Квіт.            | Трав.            | Черв.            | Лип.             | Серп.            | Вер.             | Жовт.            | Лист.            | Груд.            | Рік              |
| Абсолютний максимум, °C | 0                | 1                | 1                | 6                | 6                | 20               | 26               | 24               | 15               | 6                | 2                | 0                | 26               |
| Середній максимум, °C   | −23              | −24              | −22              | −12              | −3               | 5                | 10               | 8                | 2                | −5               | −14              | −21              | −8               |
| Середня температура, °C | −26              | −27              | −25              | −16              | −5               | 2                | 6                | 5                | 0                | −7               | −17              | −24              | −10              |
| Середній мінімум, °C    | −30              | −31              | −29              | −21              | −8               | 0                | 2                | 2                | −2               | −10              | −20              | −28              | −15              |
| Абсолютний мінімум, °C  | −45              | −47              | −43              | −40              | −26              | −9               | −5               | −6               | −16              | −26              | −43              | −45              | −47              |
| Норма опадів, мм        | 0                | 0                | 0                | 0                | 0                | 0                | 20               | 30               | 10               | 20               | 0                | 0                | 120              |
| Днів з дощем            | 0                | 0                | 0                | 0                | 0                | 0                | 2                | 3                | 1                | 2                | 1                | 0                | 14               |
| ----------------------- | ---------------- | ---------------- | ---------------- | ---------------- | ---------------- | ---------------- | ---------------- | ---------------- | ---------------- | ---------------- | ---------------- | ---------------- | ---------------- |
| Джерело: Weatherbase    |                  |                  |                  |                  |                  |                  |                  |                  |                  |                  |                  |                  |                  |

## Демографія
Згідно з переписом 2010 року, у місті мешкало 556 осіб у 147 домогосподарствах у складі 115 родин. Густота населення становила 5 осіб/км².  Було 179 помешкань (2/км²).
Расовий склад населення:
| - 90,1 % — корінних американців - 8,1 % — білих |

До двох чи більше рас належало 1,8 %. Частка іспаномовних становила 0,4 % від усіх жителів.
За віковим діапазоном населення розподілялося таким чином: 33,6 % — особи молодші 18 років, 61,0 % — особи у віці 18—64 років, 5,4 % — особи у віці 65 років та старші. Медіана віку мешканця становила 27,6 року. На 100 осіб жіночої статі у місті припадало 116,3 чоловіків;  на 100 жінок у віці від 18 років та старших — 117,1 чоловіків також старших 18 років.
Середній дохід на одне домашнє господарство  становив 72 131 долар США (медіана — 64 583), а середній дохід на одну сім'ю — 73 421 долар (медіана — 64 063). Медіана доходів становила 53 125 доларів для чоловіків та 40 000 доларів для жінок. За межею бідності перебувало 18,2 % осіб, у тому числі 23,0 % дітей у віці до 18 років та 3,0 % осіб у віці 65 років та старших.
Цивільне працевлаштоване населення становило 146 осіб. Основні галузі зайнятості: освіта, охорона здоров'я та соціальна допомога — 23,3 %, роздрібна торгівля — 17,8 %, публічна адміністрація — 15,8 %.